# Церква Покрови Пресвятої Богородиці (Клювинці)
Церква Покрови Пресвятої Богородиці в Клювинцях — парафія і храм греко-католицької громади Гримайлівського деканату Бучацької єпархії Української греко-католицької церкви в селі Клювинці Чортківського району Тернопільської области.
Оголошена пам'яткою архітектури місцевого значення (охоронний номер 1883).

## Історія церкви
Храм був збудований у 1899 році під патронатом Олександра Богуцького. 31 серпня 1947 року на дзвіниці під час військової операції проти бандерівців загинув референт ОУН Степан Проскурницький, син місцевого священника Івана-Ореста Проскурницького. За це його батька засудили на 10 років.
З 1946 по 1991 рік парафія належала до РПЦ, а у 1991 році знову стала греко-католицькою.
При парафії діють:
- Спільнота «Матері в молитві».
- Братство «Апостольство молитви».
- Вівтарна дружина.

На території парафії розташовані:
- Каплиця (2001).
- Три придорожні хрести.
- Символічна могила воїнам УПА та жертвам більшовицьких репресій.
- Пам'ятник воїнам, загиблим у Другій світовій війні (1967).
- Пам'ятник уродженцю села, композиторові Денисові Січинському (2000).
- Пам'ятний знак на честь скасування панщини.

## Парохи
- о. Іван-Орест Проскурницький (1932—?),
- о. Ігор Мохун (1991—1992),
- о. Іван Шулик,
- о. Іван Цвях,
- о. Тимофій Бучинський,
- о. Степан Береза (1992—1994),
- о. Володимир Рута (1994—1995),
- о. Роман Гамрацей (1995—2000),
- о. Ярослав Палій (з 2000).